# فوتم سفلی
فوتم سفلی، روستایی است از توابع بخش مرکزی شهرستان جویبار در استان مازندران ایران.

## جمعیت
این روستا در دهستان حسن‌رضا قرار داشته و براساس آخرین سرشماری مرکز آمار ایران که در سال ۱۴۰۱ صورت گرفته، جمعیت آن۲۴۰نفر (۵۵خانوار) بوده‌است.